# 岭南街道 (广州市)
岭南街道，是中华人民共和国广东省广州市荔湾区下辖的一个乡镇级行政单位。

## 行政区划
岭南街道下辖以下地区：
扬仁东社区、扬仁西社区、故衣街社区、十三行社区、冼基社区、沙基社区、清华社区、清平社区、和平社区和联庆社区。

## 交通

### 地铁
- █广州地铁6号线：文化公园站
- █广州地铁8号线：文化公园站